# Pavol Breslik

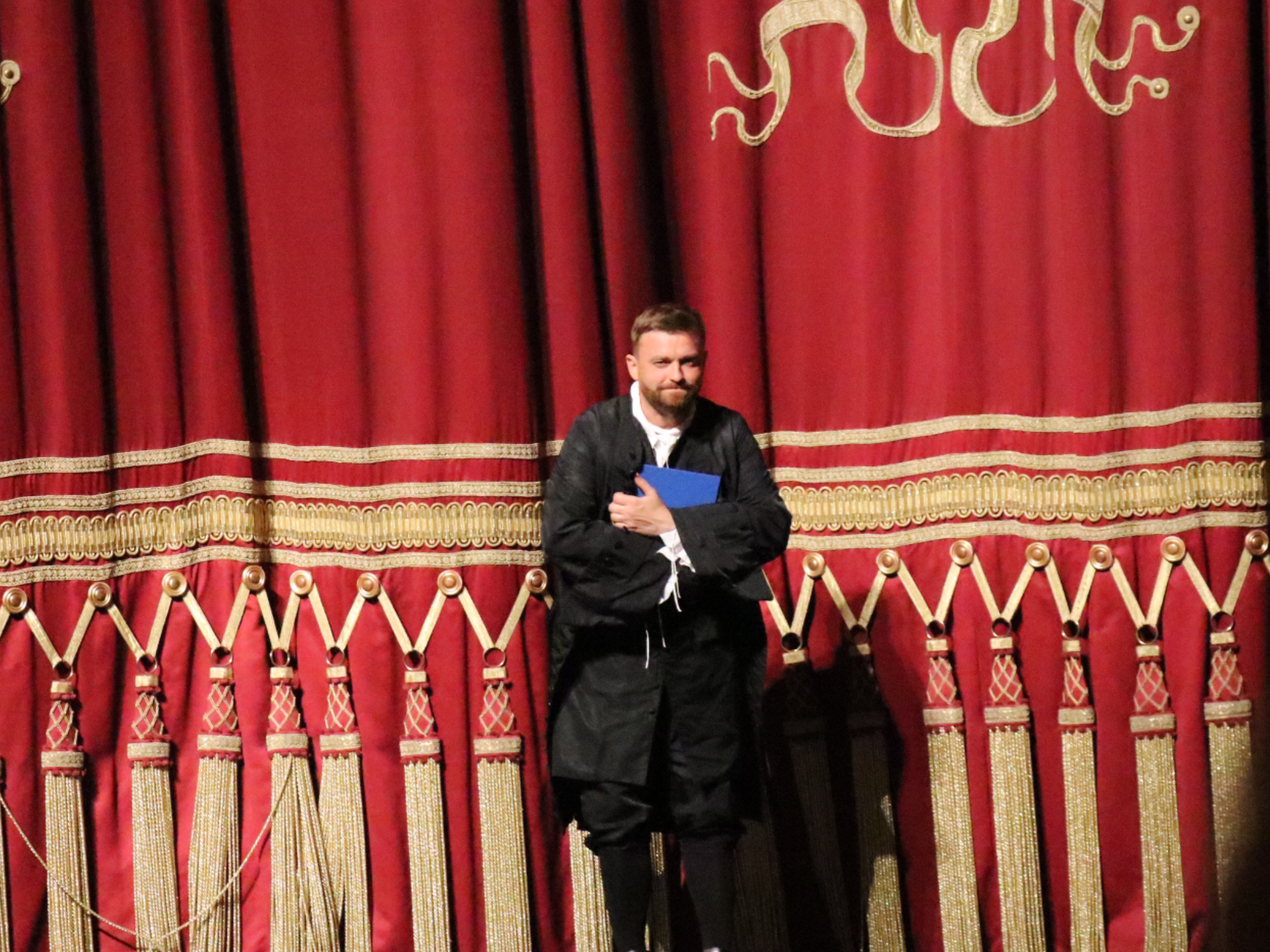
Pavol Breslik als Bayerischer Kammersänger, 20. Juni 2021

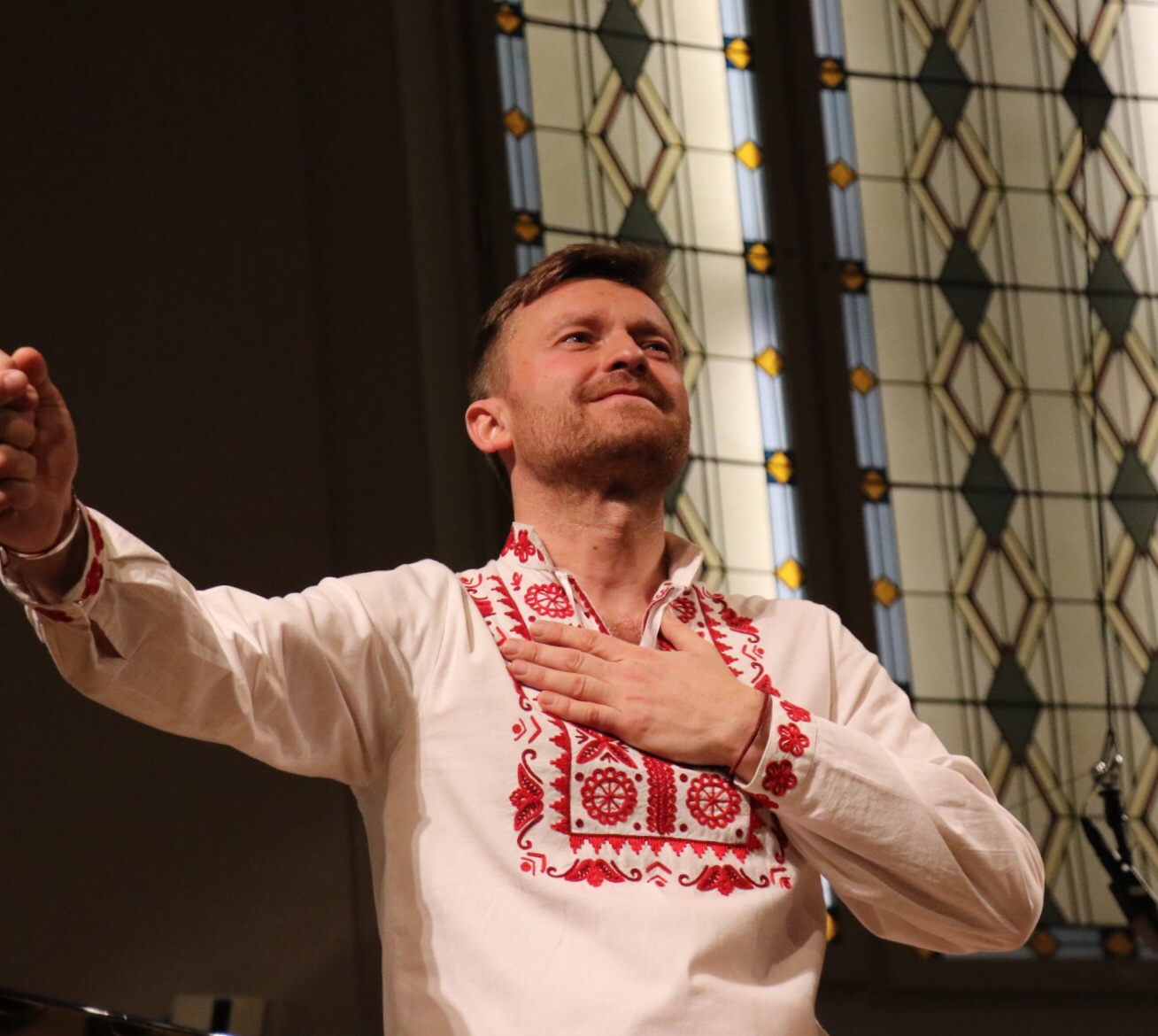

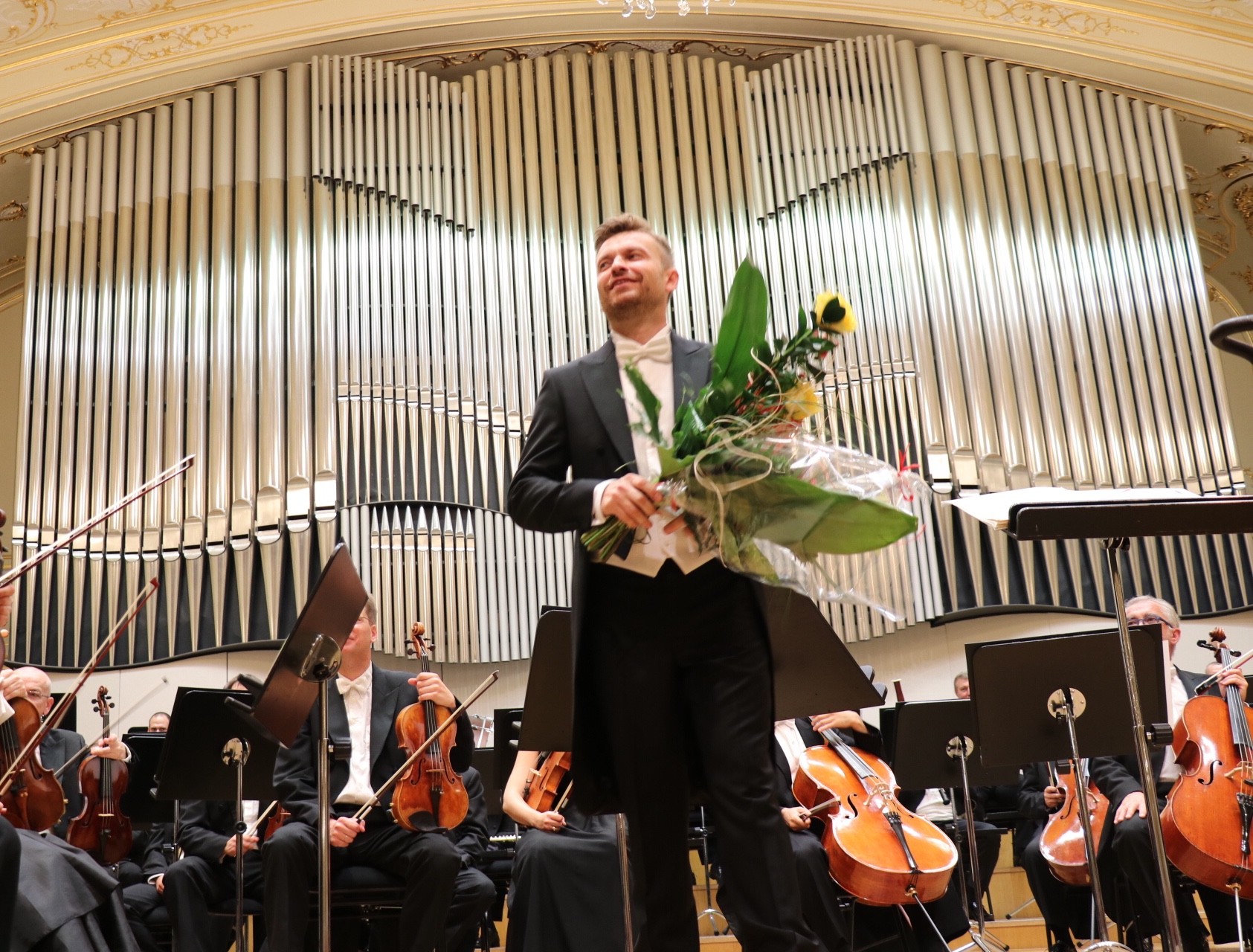
Pavol Breslik. Richard-Strauss-Konzert mit den Vier letzten Liedern (Slowakische Philharmonie Bratislava, 17. September 2018)

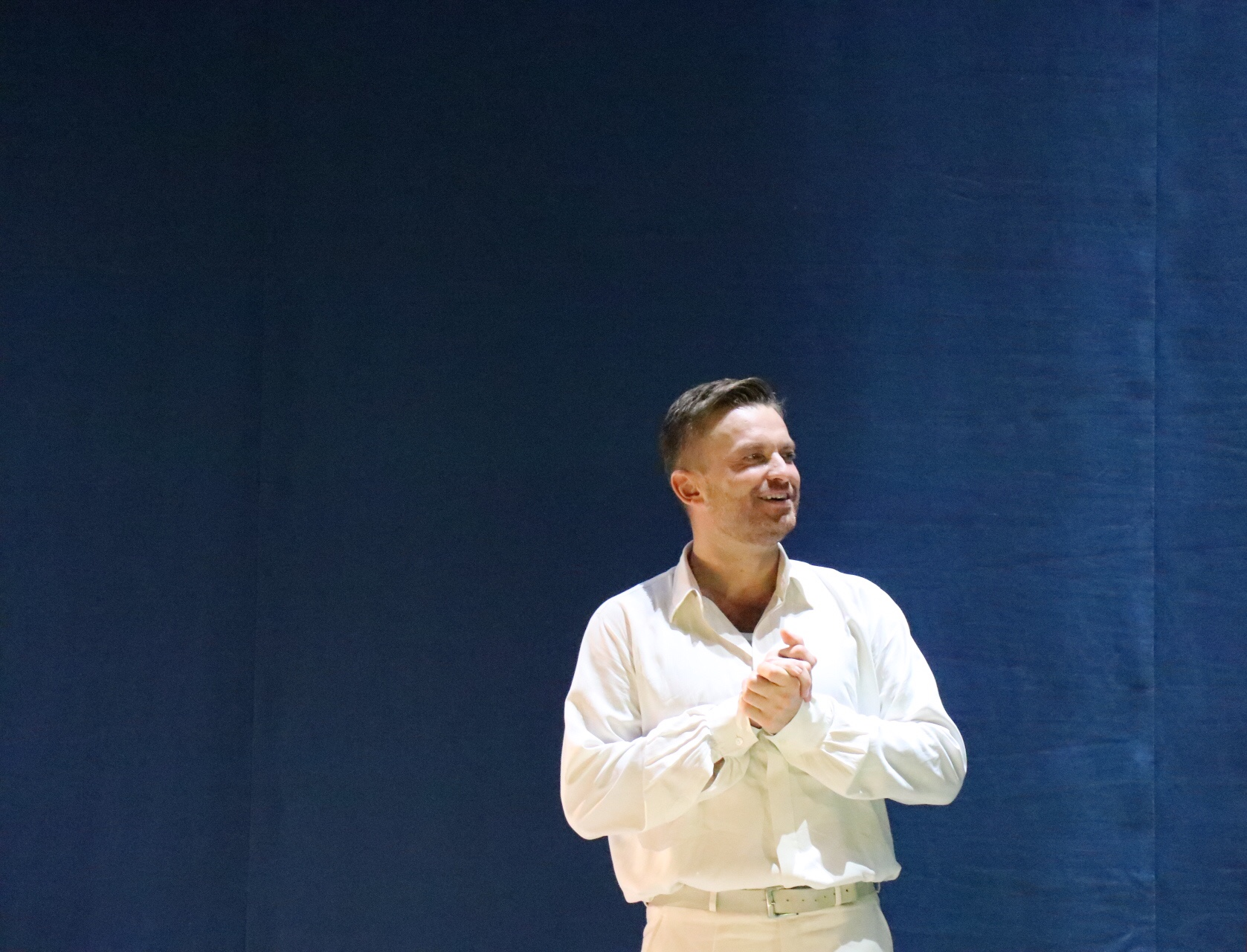
Pavol Breslik als Alfredo Germont in La traviata (Wiener Staatsoper, 16. September 2018)

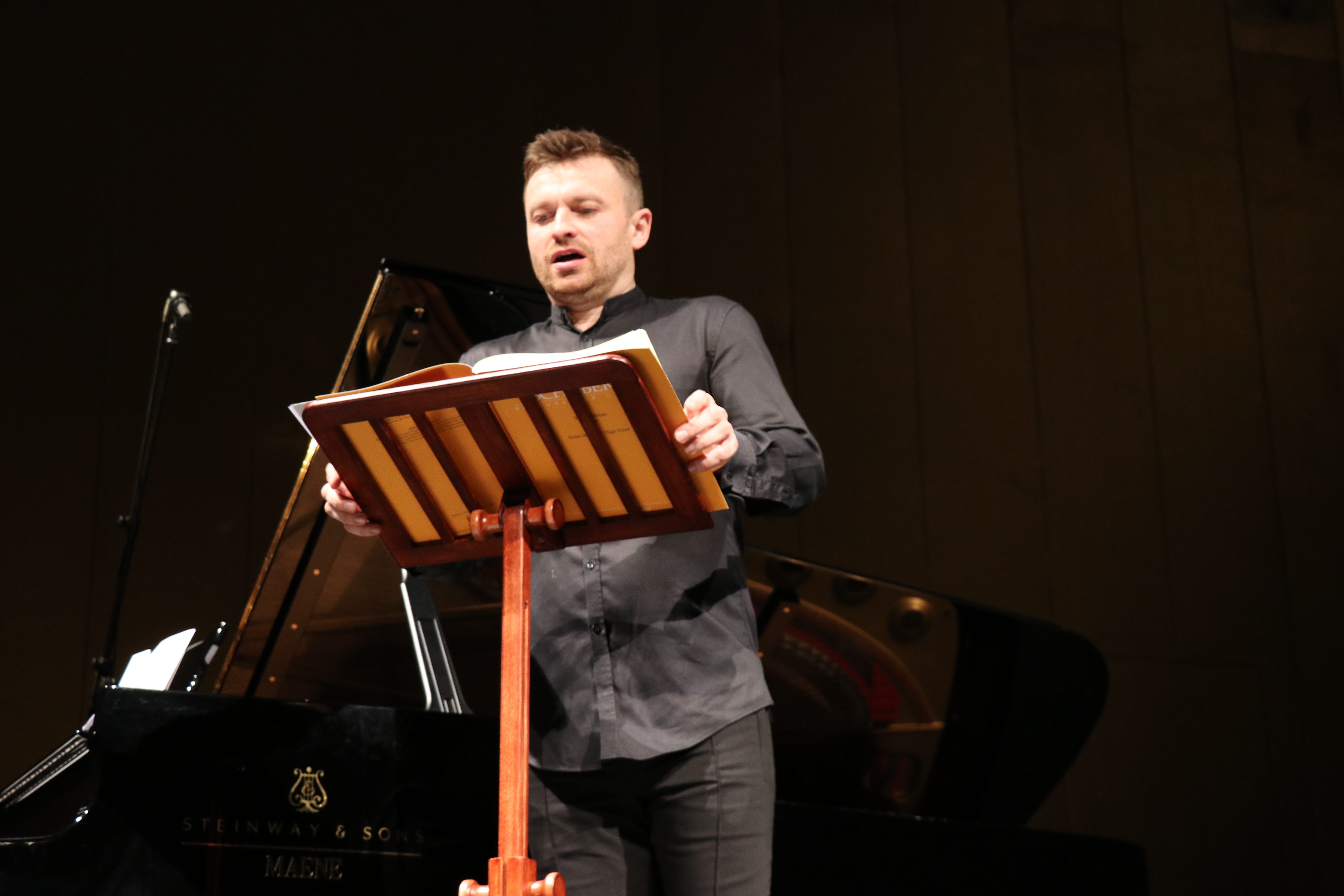
Pavol Breslik. Winterreise (Théâtre de la Monnaie Brüssel, 10. März 2018)

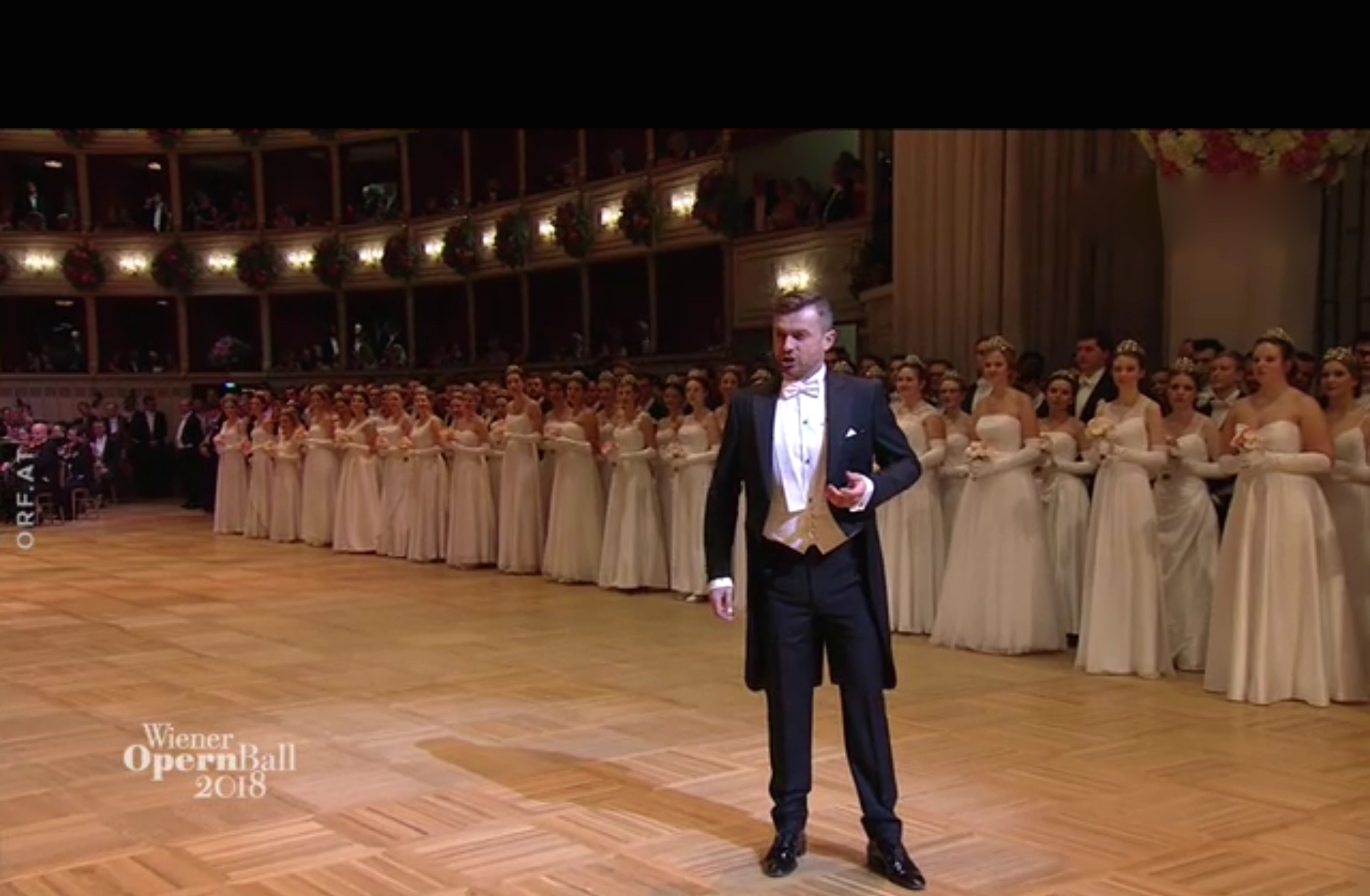

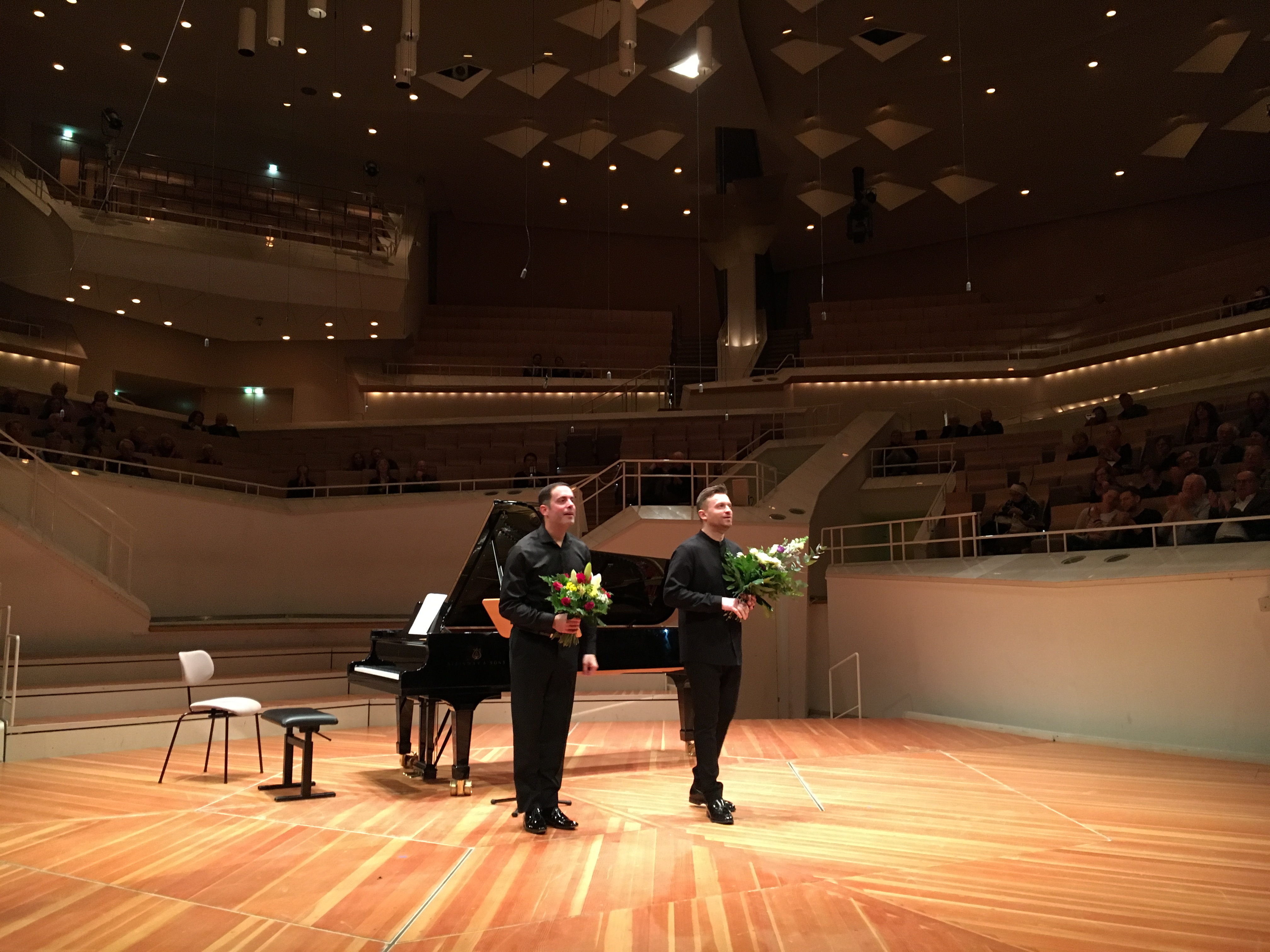
Schlussapplaus für Pavol Breslik und Amir Katz (Winterreise, Kammermusiksaal der Berliner Philharmonie, 4. Februar 2018)

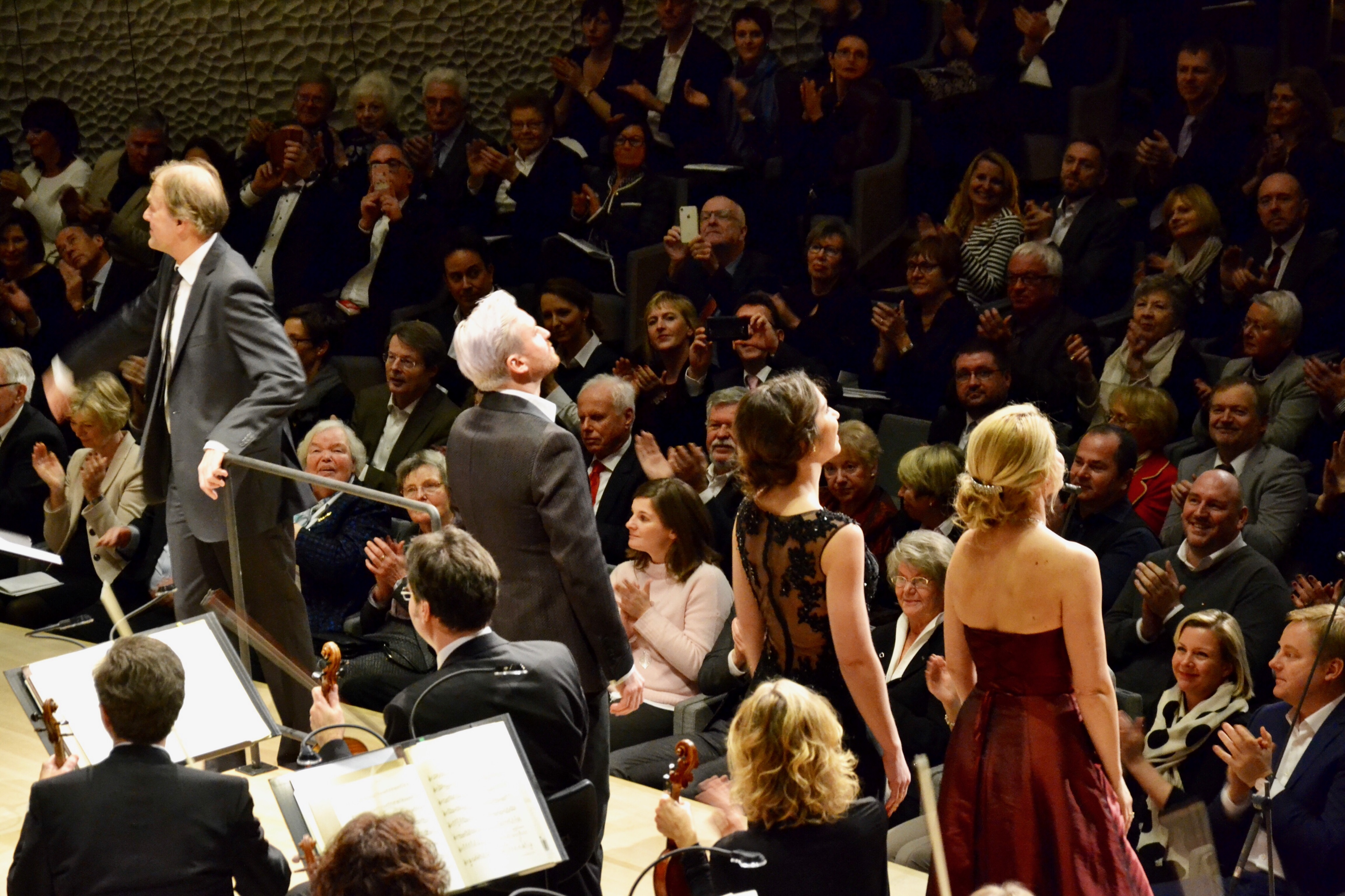
Eröffnungsfestival der Elbphilharmonie Hamburg mit dem NDR Elbphilharmonie Orchester unter Thomas Hengelbrock, 2017

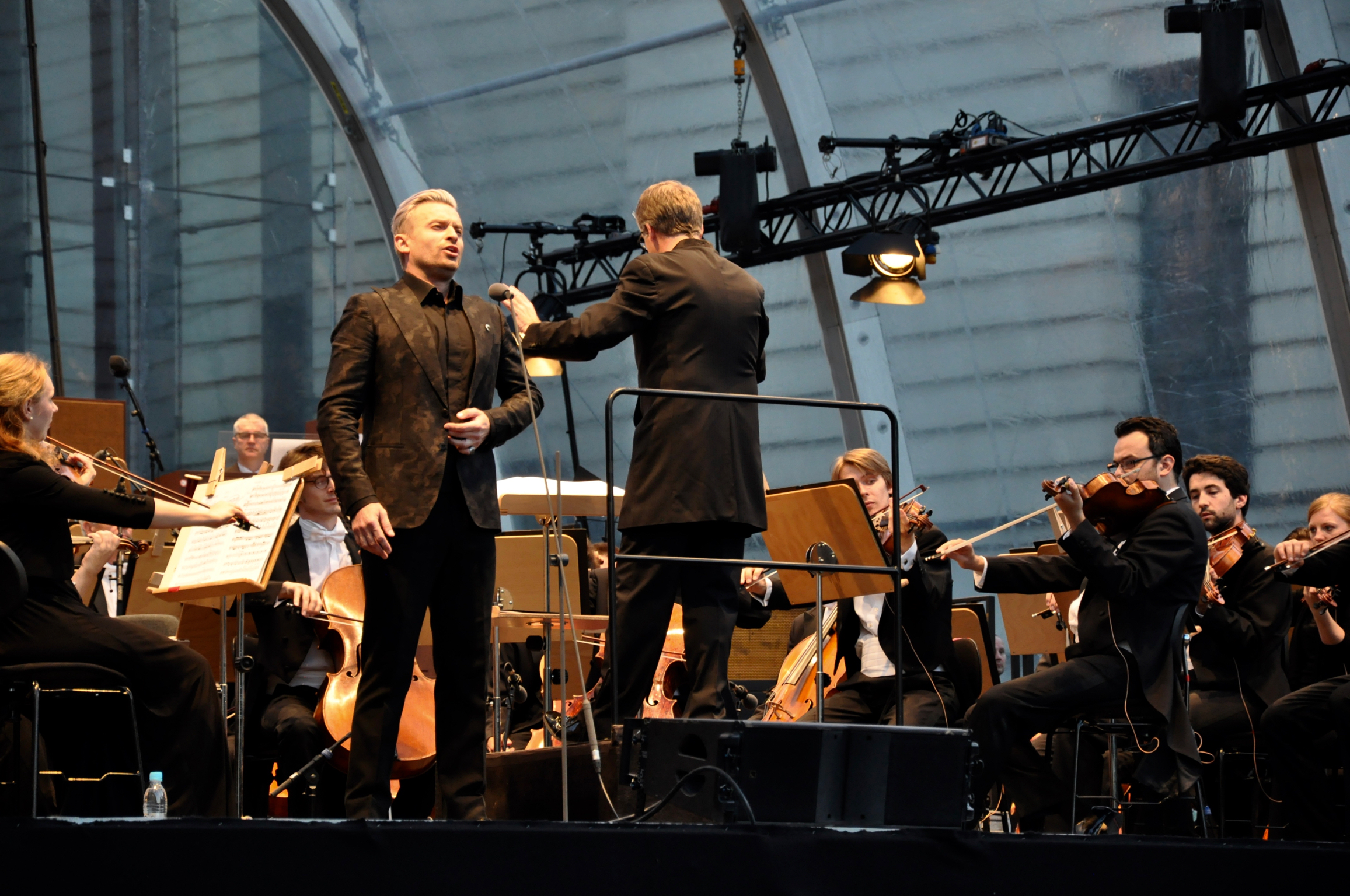
Pavol Breslik bei „Oper für alle“ am Marstallplatz in München (Bayerische Staatsoper, 2016)

Pavol Breslik (eigentlich Bršlík, * 9. März 1979 in Kysucké Nové Mesto) ist ein slowakischer Opernsänger der Stimmlage Tenor.

## Leben
Pavol Breslik studierte an der Hochschule für Künste in Banská Bystrica. Gesangsstudien führten ihn in das Opernstudio Cnipal in Marseille. Er absolvierte Meisterklassen bei Mady Mesplé, Yvonne Minton, Peter Dvorsky und William Matteuzzi. 2002 trat er erstmals als Nemorino in L’elisir d’amore in der Oper Klosterneuburg auf.
2003 bis 2006 war Pavol Breslik Ensemblemitglied an der Berliner Staatsoper Unter den Linden. Dort sang er u. a. Ferrando (Così fan tutte), Tamino (Die Zauberflöte), Don Ottavio (Don Giovanni), Steuermann (Der fliegende Holländer), Kudrjasch (Katja Kabanowa) und Gottesnarr (Boris Godunow.) Darüber hinaus gastierte er an allen großen nationalen und internationalen Opernbühnen, u. a. in London, München, Wien, Paris, Zürich, Barcelona, Brüssel, Salzburg und Bratislava. Am 14. Juni 2008 sang er anlässlich der Wiedereröffnung des Cuvilliés-Theater in München den Idamante in der Oper Idomeneo.
Von 2012/13 bis 2017/18 gehörte Pavol Breslik dem Ensemble des Opernhauses Zürich an, wo er als Steva Buryja (Jenůfa), Don Ottavio, Faust (Gounods Faust), Roberto Devereux (Roberto Devereux), Peter Quint (The Turn of the Screw), Alfredo (La traviata), Belmonte (Die Entführung aus dem Serail), Macduff (Macbeth), Nemorino, Nadir (Les pêcheurs de perles), Lenski (Eugen Onegin) und Leicester (Maria Stuarda) zu hören war.
Anfang 2016 gab er als Nadir sein Hausdebüt an der Opera Australia in Sydney.
In der Bayerischen Staatsoper München sang Pavol Breslik die Partien des Belmonte, Cassio (Otello), Ottavio, Tamino, Nemorino, Lenski, Edgardo (Lucia di Lammermoor) mit Diana Damrau, Alfredo, Fenton (Falstaff) und Steva.
Bei der Eröffnung der Hamburger Elbphilharmonie am 11. Januar 2017 sang er die Uraufführung von Reminiszenz / Triptychon und Spruch in memoriam Hans Henny Jahnn des Komponisten Wolfgang Rihm – ein Auftragswerk des NDR anlässlich des Eröffnungskonzertes.
Pavol Breslik ist ein gefragter Lied- und Konzertsänger. Höhepunkte seiner Konzerttätigkeit waren seine Auftritte bei den BBC Proms mit dem London Philharmonic Orchestra, in London, Paris und Lille, ferner mit dem Concert d’Astrée und Emmanuelle Haïm beim Edinburgh Festival und anlässlich der Wiedereröffnung der Dresdner Frauenkirche, sowie seine Gesangseinlagen aus Oper und Operette bei der Aids-Gala am 11. November 2007 in Berlin. Auf dem Konzertpodium sang er auch bei den Salzburger Festspielen, den Osterfestspielen Baden-Baden, beim Orchester des Bayerischen Rundfunks oder dem Boston Symphony Orchestra. 2014 gab er einen Liederabend bei der Schubertiade Schwarzenberg. Zusammen mit Anna Netrebko, Juan Diego Flórez und der Staatskapelle Dresden unter Christian Thielemann sang Pavol Breslik den Grafen Boni in der konzertanten Aufführung von Die Csárdásfürstin im Rahmen des Silvesterkonzerts 2014 in der Semperoper Dresden.
Der Sänger arbeitete mit vielen bekannten Dirigenten zusammen. So u. a. mit Daniel Barenboim, Lawrence Foster, Kurt Masur, Sir Colin Davis, Rafael Frühbeck de Burgos, Kirill Petrenko, Christian Thielemann und Riccardo Muti. 2009 sang er in der Bayerischen Staatsoper an der Seite von Edita Gruberová den Gennaro in Lucrezia Borgia. Kurz darauf gab er sein Debüt an der Metropolitan Opera New York als Don Ottavio, und anlässlich des letzten Auftritts der Gruberova als Violetta am 21. Dezember 2010 debütierte er im Gasteig (am 11. Dezember) sowie im Wiener Musikverein in der Rolle des Alfredo.

### Weitere Auftritte
- Ottavio, Festival International d’Art Lyrique Aix-en-Provence, Juli 2017
- Liederabend (mit Amir Katz, Pianist), Prinzregententheater München, Juli 2017, Wiener Konzerthaus, Dezember 2018 und Opernhaus Zürich, März 2019
- Liederabend Die schöne Müllerin (mit Amir Katz, Pianist), Schubertiade Hohenems, Oktober 2017 sowie Wigmore Hall London, Juli 2018
- Reminiszenz mit dem Elbphilharmonie Orchester unter Thomas Hengelbrock, Philharmonie de Paris, Oktober 2017
- Henry Morosus (Die schweigsame Frau), Bayerische Staatsoper München, November 2017
- Rinuccio (Gianni Schicchi aus Puccinis Il trittico), Bayerische Staatsoper München, Dezember 2017
- Nemorino (L’elisir d’amore), Gran Teatre del Liceu Barcelona, Januar 2018
- Liederabend Winterreise (mit Amir Katz, Pianist), Kammermusiksaal der Berliner Philharmonie, Februar 2018, im Théâtre de la Monnaie Brüssel, März 2018 und Schubertiade Hohenems, September 2018
- Solist bei der Eröffnung des Wiener Opernballs 2018 (mit der Arie des Romeo aus Gounods Romeo et Juliette sowie dem Duet „Lippen schweigen“ aus Lehhars Die lustige Witwe), Februar 2018
- Hans/Jeník (Die verkaufte Braut), SND Bratislava, Mai 2018, Bayerische Staatsoper München, Dezember 2018 und Semperoper Dresden, März 2019
- Alfredo Germont (La traviata), mit Plácido Domingo, Wiener Staatsoper, Mai/Juni 2018
- Don Ottavio (Don Giovanni), Royal Opera House London, Juni/Juli 2018
- Solist im X.Opera-Selecta-Konzert in Trogir (Kroatien), Juli 2018
- Viva musica! festival Bratislava, Leonard-Bernstein-Konzert mit Auszügen aus Candide und der West Side Story, August 2018
- Richard-Strauss-Konzert mit den Vier letzten Liedern, Slowakische Philharmonie Bratislava, September 2018
- Konzertante Aufführung von Gounods Romeo et Juliette in der Federation Concert Hall Hobart, Dirigent: Marko Letonja, Oktober 2018
- Symphoniekonzert zum Gedenken an die Zerstörung Dresdens Februar 1945, Semperoper und Frauenkirche Dresden, Dirigent: Christoph Eschenbach, Februar 2019
- Don Ottavio (Don Giovanni), Metropolitan Opera New York, April 2019
- Narraboth (Salome), Bayerische Staatsoper München, Dirigent: Kirill Petrenko, Juni/Juli 2019, Opéra national de Paris Bastille, Mai 2024
- Fenton (Die lustigen Weiber von Windsor), Staatsoper Unter den Linden Berlin, Dirigent: Daniel Barenboim, Oktober 2019
- Prinz Sou-Chong (Höhepunkte aus Das Land des Lächelns), Silvesterkonzert der Staatskapelle Dresden 2019, Dirigent: Christian Thielemann
- #Beethoven250: Konzert-Tournee Christus am Ölberge mit dem London Symphony Orchestra. Dirigent: Simon Rattle. London, Barcelona, Paris, Hamburg, Baden-Baden, Luxemburg. Januar/Februar 2020
- Halbszenischer Liederabend Tagebuch eines Verschollenen von Leoš Janáček, Klavier: Róbert Pechanec, Bayerische Staatsoper. Juni 2020,[1] Janáček Festival Brno, Oktober 2020. Lausitz Festival, September 2021, Staatsoper Wiesbaden, Mai 2023
- Liederabend Lausitz-Festival, Klavier: Róbert Pechanec, September 2020
- Edwin (Die Csárdásfürstin), Opernhaus Zürich, September/Oktober 2020
- Halbszenischer Liederabend Winterreise mit Róbert Pechanec, Státne divadlo Kosice , März 2021
- Macduff (Macbeth), Bayerische Staatsoper München, Juli 2021
- Festspiel-Sonderkonzert: Der wendende Punkt, Bayerische Staatsoper München, Juli 2021
- Liederabend mit Michal Matejčik (Harfe), Viva Musica! festival Bratislava, August 2021
- Lenski (Eugen Onegin), Staatsoper Hamburg, Oktober 2021
- Alfredo Germont (La traviata), Opera SND Bratislava, November 2021 und Staatsoper Prag, März 2022
- Števa Buryja (Jenůfa), Theater an der Wien, Februar 2022, Wiener Staatsoper; Oktober 2022, Staatsoper Unter den Linden Berlin, Januar 2024, Litomysl festival, Juni 2024
- Alfredo Germont (La traviata), Staatsoper Hamburg, März 2022
- Konzert für Ukraine, Klavier: Róbert Pechanec, Rudolfinum Prag, März 2022
- Lenski (Eugen Onegin), konzertant mit dem Dallas Symphony Orchestra, April 2022
- Matteo (Arabella), Opernhaus Zürich, Mai 2022, Semperoper Dresden April 2023
- Prinz (Rusalka), Slowakisches Nationaltheater Bratislava, Juni 2022 und April 2025.Staatsoper Unter den Linden, Februar 2025. Bayerische Staatsoper München, Juni und Juli 2025
- Flamand (Capriccio), Prinzregententheater München, Juli 2022
- Winterreise (Schubert), Klavier: William Youn, Schubertiade Schwarzenberg, August 2022
- Das Lied von der Erde (Mahler), Mezzosopran: Violeta Urmana, Klavier: Marc-André Hamelin, Schubertiade Schwarzenberg, August 2022
- Don Ottavio (Don Giovanni), Wiener Staatsoper, September 2022
- Gennaro (Lucrezia Borgia), Bayerische Staatsoper München, Oktober 2022, Januar 2025
- Konzert, Klavier: Róbert Pechanec, Slowakische Philharmonie Reduta Bratislava, November 2022
- Winterreise (Schubert), Klavier: Róbert Pechanec, Eufonie Festival Warschau, November 2022
- Recital, Klavier: Malcolm Martineau, Opéra National du Capitole Toulouse, Januar 2023
- Ismaele (Nabucco), Semperoper Dresden June 2023
- Prinz (Rusalka. Konzertante Aufführung) Státna filharmónia Kosice, September 2023
- Idomeneo, Bayerische Staatsoper München, September 2023, Juli 2024
- Babinsky (Schwanda der Dudelsackpfeifer), Jaromir Weinberger, MusikTheater an der Wien, November 2023
- Don Carlo, Opera SND Bratislava, Dezember 2023
- Stabat Mater, Antonin Dvoràk, Slowakische Philharmonie Reduta Bratislava, März 2024
- Galakonzert zum 20. Jahrestag des Beitritts der Slowakei zur Europäischen Union, Kirche Saint-Germain des prés Paris, Mai 2024
- Münchener AIDS Konzert, Prinzregentheater München, Juli 2024
- Ganja, Der Idiot, Mieczysław Weinberg, Salzburger Festspiele, August 2024
- Faust, Mefistolefe, Arrigo Boïto, Semperoper Dresden, September/Oktober 2024
- Tamino (Die Zauberflöte), Opéra national de Paris Bastille, November 2024, New National Theatre Tokyo, Dezember 2024
- Lohengrin, Semperoper Dresden, März 2025
- Gedenkkonzert 80 Jahre Kriegsende, Prag, Beethoven 9.Symphonie, Mai 2025
- Messe Nr 3-Moll, Anton Bruckner, Dirigent: Riccardo Muti, Salzburger Festspiele, August 2025

## Auszeichnungen
- 2000 gewann er den 1. Preis beim Antonín-Dvořák-Wettbewerb in der Tschechischen Republik
- 2005 wurde der Künstler von der Zeitschrift Opernwelt zum „Nachwuchssänger des Jahres“ gewählt.
- 2017 CD Mozart (Orfeo 2016 mit dem Münchner Rundfunkorchester unter Patrick Lange) nominiert für den Gramophone Award 2017.
- 2018 gewann er den Tatra-Banka-Stiftungspreis für Kunst (Kategorie Musik) für seine Interpretation der Rolle des Jeník in der Verkauften Braut in Bratislava.[2]
- 2021 wurde zum Bayerischen Kammersänger ernannt. Die Dienstbezeichnung „Bayerischer Kammersänger“/„Bayerische Kammersängerin“ wird seit 1955 für herausragende künstlerische Leistungen durch das Bayerische Staatsministerium für Wissenschaft und Kunst verliehen.
- März 2025 gewann er der Kristallflügel für 2024 (Kategorie Musik) in Bratislava (Kristàlové Krídlo)

## Diskografie
- CD. Giovanni Simone Mayr: Verter. 2004
- CD. Georg Friedrich Händel: Il trionfo del Tempo e del Disinganno. 2007, EMI
- CD. Franz Schubert: 8. Sinfonie, Leoš Janáček: Glagolitische Messe. 2007, BBC
- CD. Antonín Dvořák: Stabat Mater. 2008, Naïve
- DVD. Wolfgang Amadeus Mozart: Idomeneo. 2009, Unitel Classica
- DVD und Blu-ray. Gaetano Donizetti: Lucrezia Borgia. 2009, Unitel Classica
- CD. Nuit sacrée (mit Accentus unter Laurence Equilbey). 2010
- CD. Ludwig van Beethoven: Missa solemnis. 2010, Farao Classics
- DVD. Alban Berg: Lulu. 2011, Unitel Classica
- DVD und Blu-ray. Pjotr Tschaikowski: Eugen Onegin. 2013, Opus Arte
- DVD und Blu-ray. Wolfgang Amadeus Mozart: Die Zauberflöte (mit den Berliner Philharmonikern). 2013
- CD. Mikuláš Schneider-Trnavský: Songs (mit Robert Pechanec). 2014, Viva Musica records
- CD. Franz Schubert: Die schöne Müllerin (mit Amir Katz). 2015, Orfeo
- CD. Mozart (mit dem Münchner Rundfunkorchester unter Patrick Lange). 2016, Orfeo in Ko-Produktion mit BR-Klassik
- CD. Antonín Dvořák: Die Geisterbraut (mit dem Radio-Symphonieorchester Wien unter Cornelius Meister). 2017, Capriccio
- CD. Antonín Dvořák: Songs (mit Robert Pechanec). 2017, Supraphon
- DVD und Blu-ray. Elbphilharmonie Hamburg. Das Eröffnungskonzert (mit NDR Elbphilharmonie Orchester unter Thomas Hengelbrock). 2017,  CMajor.
- CD. Eugen Suchoñ-Zyklus. Slovak Radio Symphony Orchestra unter Mario Kosik. Hudobny Fund Musik Slovakia. 2017
- CD. Felix Mendelssohn Bartholdy: Sinfonie Nr. 2 „Lobgesang“ (Kammerakademie Potsdam unter Antonello Manacorda). 2018, Sony Classical.
- CD. More Christmas Surprises. Chor des Bayerischen Rundfunks. Münchner Rundfunkorchester unter Howard Arman. Sony Classical. 2018
- CD. Franz Schubert: Winterreise (mit Amir Katz). 2019, Orfeo
- CD. Leos Janáček: The diary of one who disappeared (mit Robert Pechanec). 2020. Orfeo
- CD. Beethoven: Christ on the Mount of Olives. London Symphony Orchestra (Dirigent: Simon Rattle). 2020. LSO
- DVD und Blu-ray. Mozart Cosi fan tutte, Royal Opera House (2010). Opus Arte 2021
- CD Walter Braunfels: Jeanne d’Arc, Salzburger Festspiele. Capriccio, August 2024
- DVD und Blu-ray. Mieczysław Weinberg: Der Idiot, Salzburger Festspiele. Unitel, August 2025